# Abisara rutherfordii
Abisara rutherfordii е вид пеперуда от семейство Riodinidae. Видът не е застрашен от изчезване.

## Разпространение
Разпространен е в Габон, Демократична република Конго, Екваториална Гвинея, Камерун, Нигерия, Руанда, Танзания, Уганда и Централноафриканска република.